# FK Koralas Klaipėda
FK Koralas ist ein litauischer Fußballverein aus Klaipėda.
Der junge Verein spielt derzeit in der 1 Lyga, der zweithöchsten litauischen Liga.

## Geschichte
Der Verein wurde 2015 unter dem Namen FK koralas gegründet. Der Verein spielt derzeit in der 1 Lyga ab 2017.

## Erfolge
- 6. Platz 1 Lyga: 2017
- 2. Platz 2 Lyga: 2016
- 3. Platz 3 Lyga: 2015

## Trikot
| Ab 2016 (Heim) | Ab 2015 (Auswärts) |

## Trainer
- Marsel Balasanov 2016
- Kęstutis Ivaškevičius 2017
- Saulius Mikalajūnas  2018